# Prestaciones mutuas
Se llama prestaciones mutuas a aquellas que se deben recíprocamente el propietario reivindicante y el poseedor cuando este último resulta vencido en el juicio reivindicatorio.

## Regulación por países

### Chile
El Código Civil de 1855 le da a las prestaciones mutuas una regulación detallada en los artículos 904 y siguientes del libro II que tratan de la acción reivindicatoria. Tales reglas son relevantes también para determinar las relaciones entre las partes en la petición de herencia y nulidad.
Por una parte, encontramos las prestaciones que debe el poseedor vencido al reivindicante y, por otra, aquellas que debe el propietario al poseedor.
Entre las primeras, la principal obligación que tiene el poseedor es la restitución de la cosa al reivindicante. Esa restitución debe hacerse en el plazo que el juez señalare (artículos 904 y 905).
Además, el poseedor debe indemnizarle al dueño los deterioros sufridos por la cosa (artículo 906).
Luego, el poseedor debe restituir los frutos que haya percibido de mala fe. La buena fe se pierde al momento de contestar la demanda.
Finalmente debe indeminzar al dueño los gastos de custodia y conservación de la cosa durante el juicio reivindicatorio (artículo. 904 segunda parte)
Las prestaciones que debe el dueño al poseedor vencido consisten, en primer lugar, en la indemnización de los gastos ordinarios por la producción de los frutos (artículo 907 in fine). 
En segundo lugar, debe indemnizarle las mejoras introducidas en la cosa.
- Tratándose de las mejoras necesarias, siempre debe abonarlas (artículo 908).
- Las mejoras útiles, esto es, las que aumentan el valor venal de la cosa, deben abonarse al poseedor de buena fe. En cambio, el poseedor de mala fe tiene un derecho de retiro, es decir, puede llevarse los materiales de dichas mejoras siempre que puedan separarlos sin detrimento de la cosa reivindicada.
- Todo poseedor tiene derecho a detiro respecto de las mejoras voluptuarias.

Se confiere un derecho legal de retención al poseedor para garantizar el pago de estas prestaciones.
- Datos: Q6085659